# Fat Tuesday’s

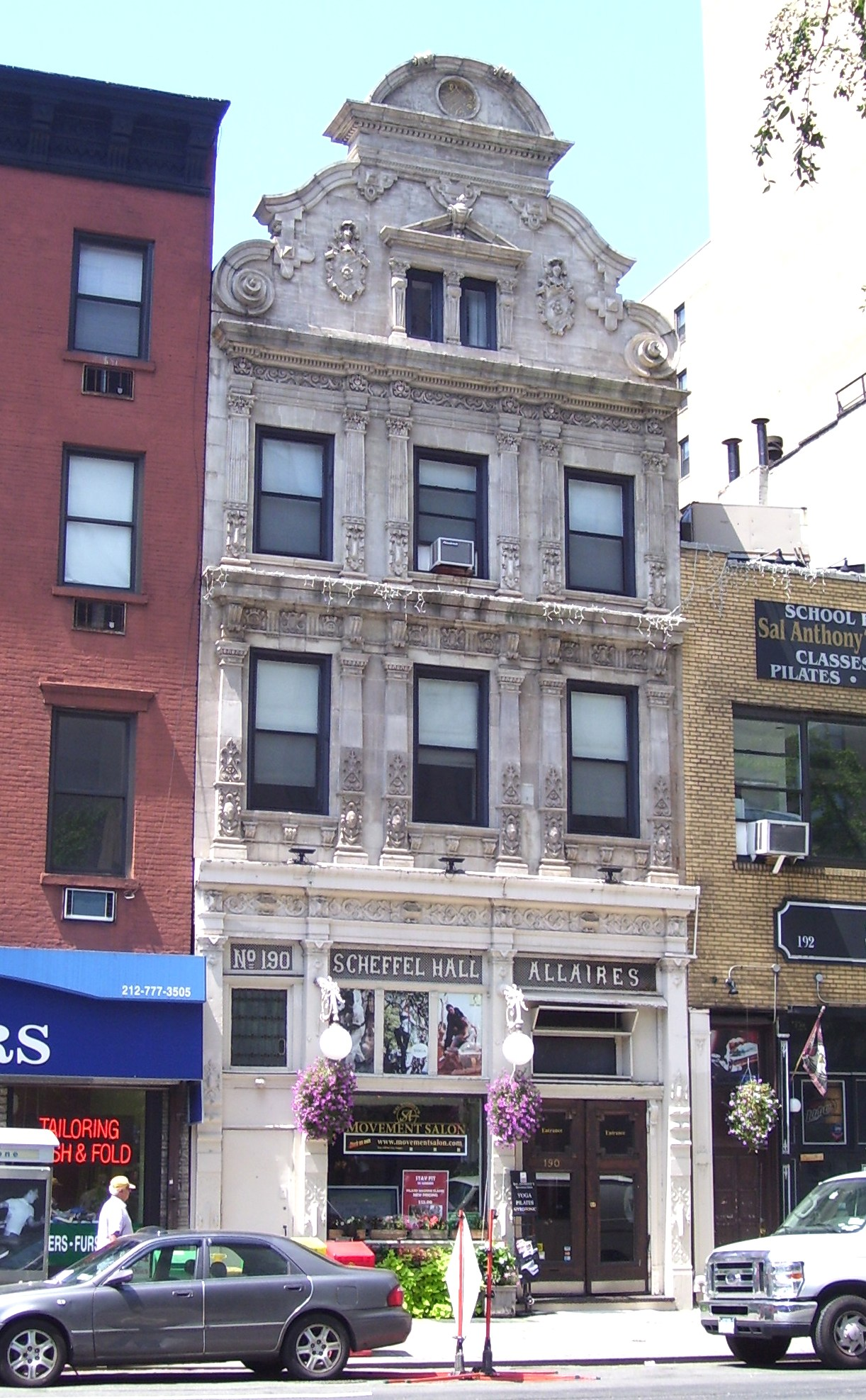
Die Scheffel Hall, in der sich der Jazzclub Fat Tuesday’s befand

Das Fat Tuesday’s war ein New Yorker Jazzclub, der von 1978 bis 1995 existierte.
Das Fat Tuesday’s, gelegen an der Third Avenue in Manhattan, war einer der bekannten Veranstaltungsorte des Mainstream und Modern Jazz in den 1980er und frühen 1990er Jahren. Der von Blaise Didio geführte Club befand sich in den Kellerräumen des historischen Gebäudes Scheffel Hall (erbaut 1894/95), 190 Third Avenue, zwischen der 17th und 18th Street, das ursprünglich Teil der lokalen Deutsch-amerikanischen Community war und zuvor den German-American Athletic Club beherbergte.
In dem Club traten in den 1980er und 1990er Jahren Jazzmusiker auf wie Muhal Richard Abrams, Stan Getz, Dizzy Gillespie, Ron Carter, Ted Curson, Chico Freeman, Joe Henderson, Shirley Horn, Toshiko Akiyoshi, Bucky Pizzarelli, George Coleman, John Bunch, Larry Coryell/Emily Remler und Vic Juris. Jeden Montag spielte dort Les Paul.
Im Fat Tuesday’s entstanden Konzertmitschnitte von Tommy Flanagan (1979), Cecil Taylor (It Is in the Brewing Luminous, Live at Fat Tuesday’s, February 9, 1980: First Visit), Chet Baker (1981), Steve Kuhn/Sheila Jordan (1981), Pepper Adams (1983), Kenny Barron (1988), Michel Legrand (1990), Jimmy Smith (1991), Freddie Hubbard (1991) oder Jay Leonhart (1993). Nach der Rückkehr aus San Francisco, wo er im Keystone Korner konzertiert hatte, war Bill Evans für fünf Nächte in dem New Yorker Club Fat Tuesday’s im September 1980 gebucht. Tatsächlich schaffte es der todkranke Pianist nur, zwei Sets am 10. September zu spielen; er verstarb am 15. September.

## Aufnahmen
Zu weiteren Aufnahmen siehe Live at Fat Tuesday’s